# Bergern (Bad Berka)
Bergern is een dorp in de Duitse gemeente Bad Berka in het landkreis Weimarer Land in Thüringen. Het dorp wordt voor het eerst genoemd in een oorkonde uit 1241. In 1994 werd het dorp toegevoegd aan de gemeente Bad Berka.
De huidige evangelisch-lutherse dorpskerk stamt uit 1696 en vervangt een eerdere kerk die in 1693 door oorlogsgeweld verloren ging. Dit kerkje draagt de naam Zum Kripplein Christi, wat Het Kribbetje van Christus betekent en naar het christelijke kerstverhaal verwijst. In februari 2008 bracht de Amerikaanse vredesactivist en kunstschilder Matt Lamb in het interieur van het kerkje schilderingen aan, die het leven van Jezus Christus voorstellen.